# 후쿠나가 야스시
후쿠나가 야스시(일본어: 福永 泰, 1973년 3월 6일 ~ )는 일본의 전 축구 선수이다.

## 구단 경력
1995년 J1리그의 우라와 레즈에 입단했다. 2001년까지 130경기에 출전하여, 26득점을 넣었다. 2002년 베갈타 센다이로 이적했다. 2003년후 현역 은퇴.